# Paco Bautista
Francisco "Paco" Bautista (Barcelona, 12 de marzo de 1971) es un culturista español.

## Biografía
Aunque de pequeño jugaba al fútbol, Bautista se decantó a los 16 años por el fisiculturismo cuando empezó a entrenar con pesas a partir de 1987 en el gimnasio Anaques de Barcelona. Al año siguiente tomó parte de su primera competición. Durante mucho tiempo estuvo participando en competencias tanto nacionales como europeas, hasta que en 1999 sobresalió en el panorama continental con dos títulos: el Campeonato Amateur Europeo y el Campeonato Amateur Mundial, ambos en categoría de peso pesado. Gracias a estos logros pudo ingresar en el circuito profesional.
En 2002 finalizó tercero en el Night of Champions de Nueva York y gracias a ello se clasificó para la final del Mr. Olympia, convirtiéndose en el segundo culturista español en hacerlo después de Salvador Ruiz.  Ya en ese torneo terminó en vigésima posición. Bautista repitió la experiencia en 2006, 2007 y 2010. Además fue dos veces campeón del título europeo Santa Susanna Pro (2006 y 2007). Su punto fuerte en esa época era la definición en los músculos de las piernas.
Actualmente dirige un gimnasio en Cornellá de Llobregat y trabaja en una empresa de nutrición deportiva.

## Medidas
Las siguientes medidas corresponden a su etapa profesional.
- Estatura: 175 cm.
- Bíceps: 59 cm.
- Cintura: 95 cm.
- Muslos: 79 cm.
- Pecho: 135 cm.
- Peso: en concurso, 122 kg; fuera de temporada, 130 kg).